# Yumi Kajihara
Yumi Kajihara (梶原 悠未, Kajihara Yūmi), née le 10 avril 1997 à Wakō, est une coureuse cycliste japonaise. Spécialiste des épreuves d'endurance sur piste, elle est notamment championne du monde d'omnium en 2020. Lors des Jeux olympiques de Tokyo organisés en août 2021, elle décroche l'argent dans la même discipline et devient la première Japonaise à remporter une médaille olympique en cyclisme.

## Biographie
À partir de 2014, Yūmi Kajihara participe avec succès à des compétitions cyclistes internationales. Cette année-là, elle devient deux fois vice-championne d'Asie sur route chez les juniors (17/18 ans), sur le contre-la-montre individuel et la course en ligne. Sur piste, elle est également vice-championne du monde de course aux points juniors. L'année suivante, elle remporte trois titres de championne d'Asie chez les juniors : le contre-la-montre et la course en ligne sur route, ainsi que la course aux points sur piste. Toujours en 2015, elle décroche deux médailles aux mondiaux sur piste juniors, l'argent sur la course aux points et le bronze en poursuite par équipes. En fin de saison, elle termine quatrième du championnat du monde sur route juniors.
À partir de 2016, elle fait ses débuts chez les élites. Elle devient championne d'Asie du scratch et vice-championne d'Asie de la poursuite par équipes. L'année suivante, elle remporte deux titres asiatiques sur piste - l'omnium et la course aux points - termine deuxième de la poursuite individuelle, ainsi que troisième de la course à l'américaine et du contre-la-montre sur route. Début décembre, elle remporte l'omnium lors des manches de la Coupe du monde à Milton et Santiago. Aux Jeux asiatiques de 2018, elle est médaillée d'or sur l'omnium et médaillée de bronze sur la poursuite par équipes. Elle décroche également trois nouveaux titres aux championnats d'Asie sur piste en poursuite par équipes, américaine et omnium.
Lors des mondiaux sur piste de 2019, elle termine quatrième de l'omnium, échouant de peu au pied du podium. Elle est à nouveau championne d'Asie de l'américaine et de l'omnium, mais doit se contenter de l'argent sur la poursuite par équipes. Aux championnats du monde 2020 à Berlin, elle est sacrée championne du monde d'omnium. Elle est la première femme japonaise à remporter un titre mondial en cyclisme sur piste. Elle est ensuite championne d'Asie de l'omnium et médaillée de bronze de la poursuite par équipes.
Aux Jeux olympiques d'été de 2020 au vélodrome d'Izu, elle remporte à domicile la médaille d'argent dans cette discipline. Il s'agit également d'une première pour une cycliste japonaise. Lors de la manche de Coupe des nations 2021 à Hong Kong, elle gagne l'américaine, l'omnium et l'élimination. Lors de la Coupe des nations 2022 à Glasgow, elle remporte l'omnium et l'élimination. En février 2023, elle chute lors de l'omnium de la manche de Coupe des Nations à Jakarta. Elle souffre de plusieurs côtes fracturées et d'une déchirure du muscle vaste de la cuisse droite.

## Palmarès

### Jeux olympiques
- Tokyo 2020
  -  Médaillée d'argent de l'omnium
- Paris 2024
  - 10e de la poursuite par équipes

### Championnats du monde
- Gwangmyeong 2014 (juniors)
  -  Médaillée d'argent de la course aux points juniors
- Astana 2015 (juniors)
  -  Médaillée d'argent de la course aux points juniors
  -  Médaillée de bronze de la poursuite par équipes juniors
- Hong Kong 2017
  - 11e de l'omnium[4]
  - 21e de la poursuite individuelle[5]
- Apeldoorn 2018
  - 8e de l'omnium[6]
  - 9e de la poursuite par équipes[7]
- Pruszków 2019
  - 4e de l'omnium
  - 11e de l'américaine
- Berlin 2020
  -  Championne du monde d'omnium

### Coupe du monde
- 2017-2018
  - 1re de l'omnium à Milton
  - 1re de l'omnium à Santiago
  - 3e de la poursuite par équipes à Manchester
- 2018-2019
  - 3e de l'omnium à Cambridge
- 2019-2020
  - 1re de l'omnium à Hong Kong
  - 1re de l'omnium à Cambridge

### Coupe des nations
- 2021
  - 1re de l'américaine à Hong Kong (avec Kisato Nakamura)
  - 1re de l'omnium à Hong Kong
  - 1re de l'élimination à Hong Kong
  - 2e du scratch à Hong Kong
- 2022
  - 1re de l'omnium à Glasgow
  - 1re de l'élimination à Glasgow
- 2024
  - 1re de l'omnium à Hong Kong
  - 1re de l'élimination à Hong Kong
  - 3e de la poursuite par équipes à Hong Kong

### Ligue des champions
- 2021
  - 1re du scratch à Londres
  - 3e du scratch à Panevėžys

### Jeux asiatiques
- Jakarta 2018
  -  Médaillée d'or de l'omnium
  -  Médaillée de bronze de la poursuite par équipes
- Hangzhou 2022
  -  Médaillée d'or de l'omnium
  -  Médaillée d'or de la poursuite par équipes

### Championnats d'Asie
- Izu 2016
  -  Championne d'Asie du scratch
  -  Médaillée d'argent de la poursuite par équipes
- New Delhi 2017
  -  Championne d'Asie de l'omnium
  -  Championne d'Asie de la course aux points
  -  Médaillée d'argent de la poursuite
  -  Médaillée de bronze de l'américaine
- Nilai 2018
  -  Championne d'Asie de poursuite par équipes
  -  Championne d'Asie de l'américaine
  -  Championne d'Asie de l'omnium
- Jakarta 2019
  -  Championne d'Asie de l'américaine (avec Kie Furuyama)
  -  Championne d'Asie de l'omnium
  -  Médaillée d'argent de la poursuite par équipes
- Jincheon 2020
  -  Championne d'Asie de l'omnium
  -  Médaillée de bronze de la poursuite par équipes
- Nilai 2023
  -  Championne d'Asie de poursuite par équipes
  -  Championne d'Asie du scratch
  -  Championne d'Asie de l'américaine (avec Tsuyaka Uchino)
  -  Championne d'Asie de l'omnium
- New Delhi 2024
  -  Championne d'Asie de poursuite par équipes
  -  Championne d'Asie de l'élimination
  -  Championne d'Asie de l'omnium
- Nilai 2025
  -  Championne d'Asie de poursuite par équipes
  -  Championne d'Asie de l'américaine (avec Tsuyaka Uchino)

### Championnats nationaux
- Championne du Japon de course aux points juniors en 2014
- Championne du Japon d'omnium juniors en 2015

- Championne du Japon de l'omnium en 2015, 2016, 2018, 2019, 2022 et 2023
- Championne du Japon de poursuite individuelle en 2017, 2018 et 2019
- Championne du Japon de poursuite par équipes en 2017
- Championne du Japon de course aux points en 2017, 2018 et 2019
- Championne du Japon de vitesse par équipes en 2018 et 2019
- Championne du Japon de l'américaine en 2018, 2019 et 2023
- Championne du Japon du scratch en 2022 et 2023
- Championne du Japon de course à élimination en 2023  et 2024

## Palmarès sur route
- 2014
  -  Championne du Japon du contre-la-montre juniors
  -  Championne du Japon sur route juniors
  -  Médaillée d'argent du championnat d'Asie sur route juniors
  -  Médaillée d'argent du championnat d'Asie du contre-la-montre juniors
- 2015
  -  Championne d'Asie sur route juniors
  -  Championne d'Asie du contre-la-montre juniors
  -  Championne du Japon du contre-la-montre juniors
  -  Championne du Japon sur route juniors
  - 4e du championnat du monde sur route juniors
- 2016
  - 2e du championnat du Japon du contre-la-montre
  - 3e du championnat du Japon sur route
- 2017
  - 2e du championnat du Japon du contre-la-montre
  -  Médaillée de bronze du championnat d'Asie du contre-la-montre
- 2018
  - 2e, 4e et 5e étapes du Panorama Guizhou International
- 2019
  - The 60th Anniversary Thai Cycling Association : 
    - Classement général
    - 2e étape

  -  Médaillée d'argent du championnat d'Asie du contre-la-montre espoirs
  - 2e de The 60th Anniversary Thai Cycling Association-The Golden Era Celebration
  - 3e du Tour de Thaïlande

### Classements mondiaux
| Année                                 | 2016 | 2017 | 2018 | 2019 |
| ------------------------------------- | ---- | ---- | ---- | ---- |
| Classement UCI                        | 390e | 223e | 155e | 50e  |
|                                       |      |      |      |      |
| Légende : nc = non classéSource : UCI |      |      |      |      |